# نهائي كأس رابطة الأندية الإنجليزية المحترفة 1985
نهائي كأس رابطة الأندية الإنجليزية المحترفة 1985 هي المباراة النهائية من منافسة كأس رابطة الأندية الإنجليزية المحترفة 1984–85، أقيمت المباراة في 24 مارس 1985، في ملعب ويمبلي، بين فريقي نورويتش سيتي، ونادي سندرلاند، وفاز فيها نورويتش سيتي، بعد أن هزم نادي سندرلاند، بنتيجة 1 - 0، وكان حكم المباراة Neil Midgley (referee) ‏.

## تفاصيل المباراة
لعبت المباراة النهائية في 24 مارس 1985.
| نورويتش سيتي | 1 -0 | نادي سندرلاند |
| ------------ | ---- | ------------- |
|              |      |               |